# Famy
Famy is een gemeente in de Filipijnse provincie Laguna op het eiland Luzon. Bij de laatste census in 2010 telde de gemeente ruim 15 duizend inwoners.

## Geografie

### Bestuurlijke indeling
Famy is onderverdeeld in de volgende 20 barangays:
| - Asana - Bacong-Sigsigan - Bagong Pag-Asa - Balitoc - Banaba - Batuhan - Bulihan - Caballero - Calumpang - Cuebang Bato | - Damayan - Kapatalan - Kataypuanan - Liyang - Maate - Magdalo - Mayatba - Minayutan - Salangbato - Tunhac |

## Demografie
Famy had bij de census van 2010 een inwoneraantal van 15.021 mensen. Dit waren 1.444 mensen (10,6%) meer dan bij de vorige census van 2007. Ten opzichte van de census van 2000 was het aantal inwoners gegroeid met 4.602 mensen (44,2%). De gemiddelde jaarlijkse groei in die periode kwam daarmee uit op 3,73%, hetgeen hoger was dan het landelijk jaarlijks gemiddelde over deze periode (1,90%).

De bevolkingsdichtheid van Famy was ten tijde van de laatste census, met 15.021 inwoners op 53,06 km², 283,1 mensen per km².